# アロイス・レクサ・フォン・エーレンタール

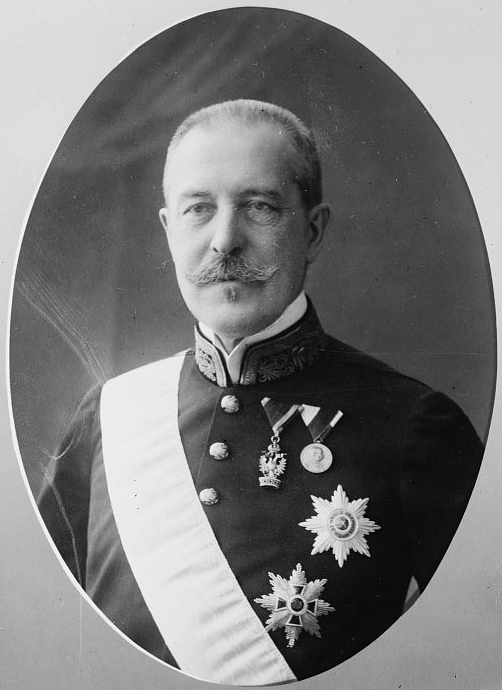
アロイス・エーレンタール（1910年撮影）

アロイス・レクサ・フォン・エーレンタール（ドイツ語: Alois Lexa Freiherr von Ährenthal、1854年9月27日 - 1912年2月17日）は、オーストリア（オーストリア＝ハンガリー二重帝国）の政治家・貴族（男爵）。二重帝国の共通外相を務めた。1908年のボスニア＝ヘルツェゴヴィナ併合によるバルカン危機を引きおこした際のオーストリアの当局者として知られる。

## 経歴
当時、オーストリアの支配下にあったベーメン地方のGross-Skal（現・チェコのHrubá Skála）に生まれる。外務省に入り1877年にパリ駐在の大使館員となった。
1906年10月24日外相（二重帝国の共通外相を兼任）に任じられ、ロシアとの協調関係を維持しつつバルカン半島におけるオーストリア＝ハンガリーの権益を拡大する外交をすすめた。彼にとってその外交政策の総仕上げともいえるのが、1878年以降、二重帝国の管理地域としてその施政下に置かれていたオスマン帝国のボスニア・ヘルツェゴビナ両州を完全に併合することであった。
1908年7月に勃発した青年トルコ革命によってオスマン帝国が混乱するのをみたエーレンタールは、同年9月、ロシアのイズヴォリスキー外相と会談を行い、ロシアに対しボスフォラス・ダーダネルス両海峡の通航権を認めることと引き替えに、同国から両州の併合を黙認するとの約束を取り付け、同年10月5日、ボスニア・ヘルツェゴヴィナの併合宣言を断行した。
この宣言は、彼自身が1906年に引きおこした「豚戦争」という貿易摩擦で二重帝国との関係を悪化させたセルビアの激しい反発を呼び起こし、以後半年間にわたる「ボスニア危機」により両国は開戦の淵に立った。しかしそれだけでなくボスニア危機の過程で、南下政策の軸を極東からバルカンに移しつつあったロシアとの関係をも決定的に悪化させるという（オーストリア側にとっては）思いがけない結果を生んだ。また「豚戦争」もセルビアに有利なまま1910年に終息した。この2つはエーレンタール外交にとっては大きな失点となり、失意のエーレンタールは持病の白血病が悪化したため1912年在任のままウィーンで死去した。